# Бизюргуб
Бизюргуб (мар. Пызьыргуп) — деревня в Волжском районе Республики Марий Эл (Россия), в составе Большепаратского сельского поселения.

## География
Деревня расположена в 3 км к юго-западу от села Новые Параты.

## Этимология
Название деревни образовано от слова Пызьыргуп — «болото, которое находится около мутного озера».

## Население
| 2002 | 2010 |
| ---- | ---- |
| 436  | ↘393 |

Национальный состав
Согласно результатам переписи 2002 года, в национальной структуре населения марийцы составляли 93 %.

## Известные уроженцы
Петров Игорь Ильич (1924—2018) — советский военачальник. Участник Великой Отечественной войны и советско-японской войны. Заместитель командующего войсками Прибалтийского пограничного округа, начальник политотдела Тихоокеанского пограничного округа, генерал-майор пограничных войск КГБ СССР. Почётный сотрудник госбезопасности. Исследователь истории пограничных войск СССР, доктор исторических наук.